# Xoridesopus bicoloratus
Xoridesopus bicoloratus là một loài tò vò trong họ Ichneumonidae.